# Бонди, Вальтер
Вальтер Бонди (нем. Walter Bondy; 28 декабря 1880[…], Прага, Цислейтания — 19 июля 1940, Тулон) – австрийский художник, искусствовед, коллекционер искусства, член Берлинского сецессиона.

## Биография

### Семья
Вальтер Бонди происходил из австрийской еврейской семьи промышленников c пражскими корнями. Его отец Отто Бонди (1844–1928) женился на Джули Кассирер (1860–1914), дочери предпринимателя Маркуса Кассирера. Вальтер был старшим сыном в семье, у него было четверо братьев и сестер: Ханс Бонди (1881–1917), Антуанель (Тони 1883–1961, ставшая женой Эрнста Кассирера), Марта Мария (1888–1942, ставшая женой Оскара Поллака (оба депортированы в 1942 году)) и Эдит Лилли (1893–1977, жена Максимилиана Уоллера) . После рождения Вальтера пара переехала из Праги в Вену в 1880 году. В 1882 году Отто Бонди основал свою кабельную фабрику, названную в его честь, в Пензинге недалеко от Вены, которая с 1904 известна как Kabelfabrik und Drahtindustrie AG Wien (KDAG). Его племянник Хьюго Кассирер пришел к нему работать после завершения учебы. Отто Бонди владел коллекцией произведений искусства, которая в 1902 году включала более 70, в основном современных картин, многочисленные изделия из бронзы и другие скульптуры.

### Жизнь

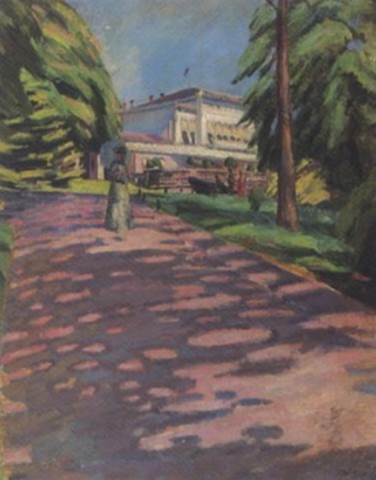
Вальтер Бонди. Прогулка

Вальтер Бонди родился в Праге, вырос в Вене.  Обучался в Вене, Берлине, Мюнхене и Париже (с 1903 по 1914 год, где учился в Académie Holosoi). Он входил в круг художников «Café du Dôme» и сотрудничал с импрессионистами, а также с Ван Гогом, Сезанном и Матиссом. Когда разразилась война, Вальтер вернулся в Берлин. В 1927 году основал журнал «Kunstauktion», который издавал до 1930 года. В 1932 году он уехал из Берлина и национал-социализма, сначала в Швейцарию, а потом в Санари-сюр-Мер. В 1934 году картины из берлинской квартиры были переправлены в Вену-Майдлинг на кабельный завод Отто Бонди, где было достаточно места для хранения картин. В 1938 году кабельный завод был национализирован, а хранившиеся там работы утрачены. В последние голы жизни Вальтер Бонди управлял фотостудией в Тулоне со своей молодой французской женой. Умер в Тулоне в 1940 году.